# Lac May
Pour les articles homonymes, voir May.
Le lac May (en anglais : May Lake) est un lac américain du comté de Mariposa, en Californie. Il est situé à 2 830 mètres d'altitude au sein de la Yosemite Wilderness, dans le parc national de Yosemite. Sur ses rives se trouve le May Lake High Sierra Camp, un terrain de camping inscrit au Registre national des lieux historiques depuis le 18 juillet 2014.